# Lohr, Bas-Rhin

Lohr este o comună în departamentul Bas-Rhin, Franța. În 1 ianuarie 2022 avea o populație de 468 de locuitori.